# فيكتور هنري (مقاتل)
فيكتور ويستلي هنري (بالإنجليزية: Victor Westley Henry؛ مواليد 4 مايو 1987) هو مُقاتل فنون قتالية مختلطة أمريكي.

## وصلات خارجية
- فيكتور هنري (مقاتل) على موقع يو إف سي (الإنجليزية)
- فيكتور هنري (مقاتل) على موقع شيردوغ (الإنجليزية)
- فيكتور هنري (مقاتل) على موقع Tapology.com (الإنجليزية)